# Lettre de voiture
Une lettre de voiture (en anglais : Waybill) est un document émis par un transporteur donnant des détails et des instructions relatifs à l'expédition d'un envoi de marchandises ; il s'agit en principe du contrat de transport lui-même. En règle générale, il affichera les noms de l'expéditeur et du destinataire, le point de départ de l'envoi, sa destination et son itinéraire. Le document contient généralement des « conditions de contrat de transport » au verso du formulaire qui couvrent les limites de responsabilité et d'autres termes et conditions.

## Typologie
En matière aérienne, on parle de lettre de transport aérien, tandis qu'en matière maritime, c'est le connaissement.